# Aero the Acro-Bat
Aero the Acro-Bat é um jogo eletrônico para Super Nintendo e Mega Drive/Genesis produzido pela Sunsoft em Outubro de 1993. Criado por David Siller e desenvolvido pela já extinta Iguana Entertainment. Inspirado em parte pela linha de "mascotes com atitude", que era comum na sequência da introdução de Sonic The Hedgehog, o jogo traz como protagonista um morcego vermelho chamado Aero, que trabalha e vive em um circo. Ele tem de defender o circo de um ex-palhaço mau chamado Edgar Ektor, que trabalhou no mesmo circo e quer acabar com ele para sempre.

## Jogabilidade
Os níveis são jogados na típica plataforma 2D mas, a fim de completar os níveis, o jogador deve realizar determinadas tarefas.
Existem 4 mundos com quatro a cinco níveis, em cada um deles, muitos deles contendo awkwardly posicionados (espiões que matam instantaneamente).
Aero pode atacar os inimigos, disparando estrelas de uso limitado ou por fazer um giro diagonal efetuando ataques até seu alvo (quando ele está no ar).
Durante os 16 bits, Aero tinha uma parte equitativa da fama. A Sunsoft utilizava-o como mascote durante os consoles de 16 bits. Depois do declínio dos consoles de 16-bit, ele desapareceu e foi esquecido até 2002, quando decidiu-se lançar uma série para o Game Boy Advance, com uma bateria de back-up (que as versões originais faltavam).

## Enredo
A história começa de um jovem rapaz rico e mimado chamado Edgar Ektor que adorava participar do circo. Mas ele foi banido do circo por praticar uma brincadeira perigosa quase matou um animal. Depois que família de Ektor sofreu um acidente, ele usou a herança da sua família pra construir seu poderoso império. Depois de vinte anos, Edgar Ektor (já adulto) se torna um industrial e jurou vingança sobre o mundo das diversões proclamando que um dia ele iria destruir tudo! Ele escolhe o circo onde o morcego Aero está preste a executar um numero perigoso. Quando Aero se prepara, acontece um blecaute e Ektor aparece declarando que o circo que Areo trabalha seja vazio e desabitado. Quando as luzes voltam, todos já tinha sumido e Ektor fala pra nem tentar salva-los. Cabe agora Aero deve salvar o circo, seus amigos e a sua namorada Aeriel deste bandido!